# أضواء المسرح (فلم)
الأضواء (بالإنجليزية: Limelight) هو فيلم موسيقي تم إنتاجه في الولايات المتحدة وصدر في سنة 1952. الفيلم من إخراج تشارلي تشابلن وكتابة تشارلي تشابلن.

## بطولة
- تشارلي تشابلن
- كلير بلوم
- باستر كيتون

### ترشيحات وجوائز
| السنة | الحدث  | الفئة               | النتيجة  |
| ----- | ------ | ------------------- | -------- |
|       | أوسكار | أفضل موسيقى تصويرية | فـــــوز |

## الميزانية والإيرادات
بلغت تكلفة إنتاج الفيلم حوالي 900,000 دولار بينما حقق أرباحا تقدر بـ 1,000,000 , 7,000,000 دولار.

## وصلات خارجية
- مقالات تستعمل روابط فنية بلا صلة مع ويكي بيانات

1. ↑  Leonard Maltin (15 أكتوبر 2012). "Limelight, James Bond, And More". Leonard Maltin. مؤرشف من الأصل في 2016-03-15. اطلع عليه بتاريخ 2016-03-14.
2. ↑  "Press Release - WarnerBros.com". warnerbros.com. مؤرشف من الأصل في 2018-02-14. اطلع عليه بتاريخ 2016-03-14.
3. ↑  "Limelight". The Criterion Collection. مؤرشف من الأصل في 2018-07-04. اطلع عليه بتاريخ 2016-03-14.